# Mikołaj Kasprzyk
Mikołaj Kasprzyk – burmistrz Łodzi.
Niewiele o nim wiadomo. Pewnym jedynie jest to, że w 1585 roku wydał pozwolenie na budowę miejskiego ratusza w rejonie rynku – czyli w okolicach dzisiejszego Starego Rynku i placu Kościelnego.